# Carliphisis acutipennis
Carliphisis acutipennis är en insektsart som först beskrevs av George Clifford Carl 1908.  Carliphisis acutipennis ingår i släktet Carliphisis och familjen vårtbitare. Inga underarter finns listade i Catalogue of Life.